# Liste der griechischen Abgeordneten zum EU-Parlament (2004–2009)
Die Liste der griechischen Abgeordneten zum EU-Parlament (2004–2009) listet alle griechischen Mitglieder des 6. Europäischen Parlaments nach der Europawahl in Griechenland 2004.

## Mandatsstärke der Parteien
- GUE/NGL: 4
- SPE: 8
- EVP-ED: 11
- I/D: 1

| Nationale Partei                       | Mandate | Fraktion                                                                                      |
| -------------------------------------- | ------- | --------------------------------------------------------------------------------------------- |
| Nea Dimokratia (ND)                    | 11      | Fraktion der Europäischen Volkspartei und europäischer Demokraten (EVP-ED)                    |
| Panellinio Sosialistiko Kinima (PASOK) | 08      | Sozialdemokratische Fraktion im Europäischen Parlament (SPE)                                  |
| Kommounistikó Kómma Elládas (KKE)      | 03      | Konföderale Fraktion der Vereinten Europäischen Linken/ 000Nordischen Grünen Linken (GUE/NGL) |
| Synaspismos (SYN)                      | 01      | Konföderale Fraktion der Vereinten Europäischen Linken/ 000Nordischen Grünen Linken (GUE/NGL) |
| Laikos Orthodoxos Synagermos (LAOS)    | 01      | Fraktion Unabhängigkeit/Demokratie (I/D)                                                      |
| Gesamt                                 | 24      |                                                                                               |

## Abgeordnete
| Bild | Name                           | von           | bis           | Partei | Fraktion | Anmerkungen                     |
| ---- | ------------------------------ | ------------- | ------------- | ------ | -------- | ------------------------------- |
|      | Stavros Arnaoutakis            | 20. Juli 2004 | 13. Juli 2009 | PASOK  | SPE      |                                 |
|      | Katerina Batzeli               | 20. Juli 2004 | 13. Juli 2009 | PASOK  | SPE      |                                 |
|      | Panagiotis Beglitis            | 20. Juli 2004 | 13. Juli 2009 | PASOK  | SPE      |                                 |
|      | Kostis Chatzidakis             | 20. Juli 2004 | 13. Juli 2009 | ND     | EVP-ED   |                                 |
|      | Giorgos Dimitrakopoulos        | 20. Juli 2004 | 13. Juli 2009 | ND     | EVP-ED   |                                 |
|      | Ioannis Gklavakis              | 20. Juli 2004 | 13. Juli 2009 | ND     | EVP-ED   |                                 |
|      | Georgios Karatzaferis          | 20. Juli 2004 | 13. Juli 2009 | LAOS   | I/D      |                                 |
|      | Rodi Kratsa-Tsagaropoulou      | 20. Juli 2004 | 13. Juli 2009 | ND     | EVP-ED   |                                 |
|      | Stavros Lambrinidis            | 20. Juli 2004 | 13. Juli 2009 | PASOK  | SPE      |                                 |
|      | Diamanto Manolakou             | 20. Juli 2004 | 13. Juli 2009 | KKE    | GUE/NGL  |                                 |
|      | Maria Matsouka                 | 20. Juli 2004 | 13. Juli 2009 | PASOK  | SPE      |                                 |
|      | Manolis Mavrommatis            | 20. Juli 2004 | 13. Juli 2009 | ND     | EVP-ED   |                                 |
|      | Athanasios Pafilis             | 20. Juli 2004 | 13. Juli 2009 | KKE    | GUE/NGL  |                                 |
|      | Maria Panayotopoulos-Kassiotou | 20. Juli 2004 | 13. Juli 2009 | ND     | EVP-ED   |                                 |
|      | Dimitrios Papadimoulis         | 20. Juli 2004 | 13. Juli 2009 | SYN    | GUE/NGL  |                                 |
|      | Georgios Papastamkos           | 20. Juli 2004 | 13. Juli 2009 | ND     | EVP-ED   |                                 |
|      | Andonis Samaras                | 20. Juli 2004 | 25. Sep. 2007 | ND     | EVP-ED   | Nachrücker: Margaritis Schinas  |
|      | Margaritis Schinas             | 1. Okt. 2007  | 13. Juli 2009 | ND     | EVP-ED   | Nachgerückt für Andonis Samaras |
|      | Nikolaos Sifounakis            | 20. Juli 2004 | 13. Juli 2009 | PASOK  | SPE      |                                 |
|      | Giorgos Toussas                | 20. Juli 2004 | 13. Juli 2009 | KKE    | GUE/NGL  |                                 |
|      | Antonis Trakatellis            | 20. Juli 2004 | 13. Juli 2009 | ND     | EVP-ED   |                                 |
|      | Evangelia Tzampazi             | 20. Juli 2004 | 13. Juli 2009 | PASOK  | SPE      |                                 |
|      | Nikolaos Vakalis               | 20. Juli 2004 | 13. Juli 2009 | ND     | EVP-ED   |                                 |
|      | Ioannis Varvitsiotis           | 20. Juli 2004 | 13. Juli 2009 | ND     | EVP-ED   |                                 |
|      | Mariliza Xenogiannakopoulou    | 20. Juli 2004 | 13. Juli 2009 | PASOK  | SPE      |                                 |